# Cristina Cosentino
Cristina Cosentino (* 22. Dezember 1997) ist eine argentinische Hockeyspielerin. Sie gewann mit der argentinischen Nationalmannschaft 2024 die olympische Bronzemedaille. 2023 siegte sie bei den Panamerikanischen Spielen.

## Sportliche Karriere
Cristina Cosentino gewann mit der argentinischen Mannschaft die Bronzemedaille bei den Olympischen Jugendspielen 2014 in Nanjing, wobei die Variante Hockey5 gespielt wurde. 2016 siegte Cosentini mit den argentinischen Juniorinnen bei der Juniorenweltmeisterschaft.
2019 debütierte Cosentino in der argentinischen Nationalmannschaft. Sie gehörte auch zum argentinischen Kader bei den Panamerikanischen Spielen 2019. Cosentino kam in den sechs Spielen einschließlich des Finalsieges nicht zum Einsatz, das Tor wurde von der zwölf Jahre älteren Belén Succi gehütet, für die Cosentini als Ersatztorhüterin zur Verfügung stand.
Bei den Panamerikanischen Spielen 2023 in Santiago de Chile gewannen die Argentinierinnen im Finale mit 2:1 gegen die Mannschaft aus den Vereinigten Staaten. Cosentini spielte in drei von fünf Partien, im Finale hütete Clara Barberi das Tor.
Im Jahr darauf bei den Olympischen Spielen 2024 in Paris wirkte Cosentino in allen acht Spielen mit. Die Argentinierinnen besiegten im Viertelfinale die deutsche Mannschaft im Shootout, Cosentino entschärfte im Shootout zwei deutsche Versuche und ließ keinen Treffer der deutschen Mannschaft zu. Im Halbfinale unterlagen die Argentinierinnen den Niederländerinnen. Das Spiel um die Bronzemedaille gewannen die Argentinierinnen gegen die belgische Mannschaft im Shootout. Wie im Viertelfinale wehrte Cosentini im Shootout zwei Versuche ab, nur Justine Rasir konnte gegen Cosentini einen Treffer im Shootout erzielen.
Cristina Cosentini bestritt bis zum 9. August 2024 48 Länderspiele für Argentinien. Auf Vereinsebene spielte sie 2024 beim Club Banco Nacion.